# Il mutevole abitante del mio solito involucro
Il mutevole abitante del mio solito involucro è il sesto album di Silvia Salemi, pubblicato il 4 maggio 2007 dalla Sony Music e dalla BMG. Dall'album vengono estratti i singoli Il mutevole abitante del mio solito involucro e Ormai.

## Tracce
1. Il primo volo
2. Il mutevole abitante del mio solito involucro
3. Domenica siciliana
4. Ormai
5. Signora della notte
6. Impossibile non cambiare
7. Ostinazione
8. Non piove più
9. Il batterista
10. E viene sera

## Classifiche
| Classifica | Posizione |
| ---------- | --------- |
| Italia     | 19        |